# Daughter of Darkness
Daughter of Darkness è un film britannico del 1948, diretto da Lance Comfort, basato sull’opera teatrale They Walk Alone di Max Catto .

## Trama
Il parroco di un villaggio irlandese ha come perpetua l’orfana Emmy Baudine, una giovane dal comportamento modesto e riservato. Non così ritiene un gruppo di donne benpensanti, che, dopo una funzione religiosa, chiede al parroco di allontanare Emmy, ritenendola destabilizzante per la comunità maschile del paese.
Intanto arriva nel villaggio un gruppo di artisti itineranti, uno dei quali, il pugile Dan, dopo aver invitato Emmy al proprio numero, la infastidisce sessualmente, per la qual cosa la ragazza si difende, infliggendogli uno sfregio sul volto.
Il parroco, dopo aver riflettuto, decide a malincuore di liberarsi di Emmy, e le trova un lavoro come colf presso la fattoria dei Tallent, in Inghilterra. Bob Stanforth è ammaliato dalla pur ritrosa Emmy, ma il loro rapporto occasionale viene interrotto da una delle figlie del proprietario della fattoria, la promessa sposa di Bob, Bess Tallent, che da allora nutrirà istintiva inimicizia verso la colf.
Gli artisti girovaghi passano anche per il nuovo paese di residenza di Emmy, che di nuovo viene fatta oggetto delle sgradite avances di Dan, dal quale fugge.
Viene ritrovato di lì a poco il cadavere di Dan. Il suo fedele cane, privo del padrone, rimarrà randagio nel paese.
Emmy incontra sulla scogliera David Price, che la aiuta a ritirarsi in un posto più al sicuro dalle improvvise maree.
Qualche giorno dopo la stalla dei Tallent prende fuoco. Fra i relitti dell’incendio, una sera, viene trovato il cadavere di David. Bess, in preda ad un oscuro quanto apparentemente inspiegabile presentimento, caccia la contrita Emmy, seduta stante, dalla fattoria. Emmy, prima di andarsene, si avvicina, con una bambola di pezza in mano, al fratello di Bess, Larry.
Alla polizia giunge la notizia della morte di Larry. Mentre si organizzano posti di blocco, Bess rintraccia in chiesa Emmy, che confessa di non sapersi dominare quando gli uomini la guardano in un certo modo. Bess, a sua volta, le dice che era venuta con l’intenzione di ucciderla, ma decide di lasciarla uscire incolume dalla chiesa, verso il proprio destino.  